# Europamagazin
Das Europamagazin ist eine Magazinsendung mit Informationen über die Politik in Europa. Sie ist seit dem 7. Oktober 1989 im Ersten Deutschen Fernsehen zu sehen und wird wöchentlich im Wechsel jeweils von den Sendern WDR und SWR produziert. 2004 wurde die Titelmelodie der Kölner Komponisten Andreas und Matthias Hornschuh vom WDR Rundfunkorchester eingespielt. Seit September 2014 ist im Europamagazin ein von Matthias Hornschuh produziertes Redesign des bisherigen AudioDesigns zu hören; darin findet weiterhin die Aufnahme des Orchesters Verwendung (im September 2014 umbenannt in WDR Funkhausorchester).
Zum 2. November 2014 wurde der bisherige Bericht aus Brüssel des WDR Fernsehens mit dem Europamagazin zusammengeführt. Die Sendung im WDR Fernsehen wurde daraufhin am 10. Dezember 2014 eingestellt. Die vom WDR im ARD-Studio Brüssel produzierten Sendungen tragen den Untertitel „Bericht aus Brüssel“.

## Sendeplatz
Die halbstündige Magazinsendung lief ursprünglich samstags um 13:05 Uhr im Vormittagsprogramm von ARD und ZDF. Der Sendeplatz lag ab 2004 zwischen 16:30 und 17:00 Uhr im Ersten. Seit 31. August 2014 wird das Magazin sonntags von 12:45 bis 13:15 Uhr ausgestrahlt. Auf tagesschau24 wird das Europamagazin um 15:30 und nachts wiederholt. Außerdem gibt es unregelmäßige Wiederholungen im WDR Fernsehen.

## Moderatoren

### Aktuelle Moderatoren
Hauptmoderatoren
- seit September 2011: Hendrike Brenninkmeyer (SWR)[2]
- seit Juni 2024: Tina Hassel (WDR)

Vertretung
- seit Januar 2022: Isabel Schayani (WDR)
- seit März 2024: Sabine Scholt (WDR)
- seit Dezember 2024: Tobias Reckmann (WDR)
- seit Januar 2025: Ute Brucker (SWR, bereits früher Hauptmoderatorin)
- seit Februar 2025: Christian Feld (WDR)

### Ehemalige Moderatoren
- Edeltraud Remmel
- Johannes-Georg Müller (SWR, später Redaktionsleiter)[3][4]
- Jürgen Thebrath
- Michael Matting
- Thomas Reimer (SWF)[3]
- Wolfgang Klein (WDR)[5]
- Immo Vogel
- Gerd H. Pelletier
- Caroline Imlau
- Michaela May
- Marion von Haaren
- Renate Bütow (WDR, ab August 2005 Redaktionsleiterin)[6][7]
- Ute Brucker (SWR)[8]
- Rolf-Dieter Krause (WDR)[8][4]
- Markus Preiß (WDR, 2016–2024)
- Matthias Deiß (RBB, einmalige Moderation aus dem ARD-Hauptstadtstudio in Berlin aufgrund eines Streiks beim SWR am 16. Juni 2024)

## Verweise
- Europamagazin – Wir über uns
- Sendungen in der ARD-Mediathek
- Europamagazin bei IMDb